# Loculi
Loculi település Olaszországban, Szardínia régióban, Nuoro megyében. Lakosainak száma 491 fő (2023. január 1.). Loculi Galtellì, Lula és Irgoli községekkel határos.

## Népesség
A település lakossága az elmúlt években az alábbi módon változott:
| Lakosok száma | 516  | 517  | 491  |
|               | 2017 | 2018 | 2023 |